# Przyjemniaczek
Przyjemniaczek (chiń. 一個好人 Yat goh hiu yan) – hongkońsko-amerykańsko-australijska sensacyjna komedia kryminalna z 1997 roku w reżyserii Sammo Hunga.

## Fabuła
W Melbourne włoska mafia i uliczny gang Demon Gang toczą ze sobą wojnę narkotykową. Telewizyjna reporterka Diana, ukrywając się filmuje przebieg strzelaniny. Szef mafii, Giancarlo Luchetti zauważa dziewczynę i każe swoim ludziom odebrać nagranie. Diana ucieka i w pościg za nią ruszają uzbrojeni bandyci. Na trasie jej ucieczki pojawia się przez przypadek kucharz telewizyjny Jackie, który powstrzymuje napastników. W trakcie pogoni Jackie omyłkowo bierze kasetę wideo z handlem narkotykami, biorąc je za nagranie reportażu z jego występu kucharskiego.
Chcąc się pochwalić niczego świadomy Jackie przynosi złą taśmę swojemu przyjacielowi, policjantowi Romeo prowadzącego śledztwo w sprawie mafii. Diana w swoim domu orientuje się z pomyłki. Ludzie Giancarla zasadzają się na nią i porywają ją. Udaje jej się uciec. Po zdaniu sprawy, że kasety zostały zamienione, a Jackie ma właściwą, mafiosi planują go dopaść. Także niektórzy członkowie Demon Gang podążają za nimi, licząc na szansę zabicia niektórych gangsterów w odwecie za zabicie Gronka, ich szefa.
Jackie zawieziony na lotnisko przez swą przyjaciółkę i asystentkę Lakeishę, odbiera swoją dziewczynę z Chin, Miki. Na imprezie charytatywnej, którą organizuje w centrum handlowym, Jackie zmuszony jest odeprzeć ścigających go gangsterów. W tym samym czasie Diana wkrada się do jego domu w poszukiwaniu kasety. Atakuje ją Lakeisha biorąca ją za włamywaczkę, ale Jackie interweniuje znający już motywy mafii. Diana błaga o taśmę, ale Jackie jest przekonany, że jej nie ma. Zanim Diana może opuścić budynek mieszkalny Jackie, pojawiają się poplecznicy Giancarla, nieświadomi, że członkowie Demon Gang ich śledzą.
Jackie z kobietami uciekają w ostatniej chwili, gdy Demon Gang wysadzają jego mieszkanie Jackie. Wszyscy decydują się zostać w domu Lakeishy dla bezpieczeństwa, ale Demon Gang wkrótce ich odnajdują. Porywają Miki i żądają od Jackiego oddania im taśmy wideo w ciągu 12 godzin. We współpracy z policją, Jackie umawia się w chinatown z bandytami na oddanie nagrania w zamian za przetrzymywaną Miki. Akcja kończy się niepowodzeniem i Jackie decyduje na własną rękę uratować ukochaną. Wkrótce Demon Gang porywa Jackiego furgonetką. Nie wierząc zbirom, Jackiemu udaje się ich pokonać. Victor, jeden z wyższych rangą Demon Gang, zostaje aresztowany i wyjawia miejsce przetrzymywania Miki.
Jackie nalega, aby Diana i Lakeisha nie szły za nim na plac budowy, gdzie więziona jest Miki, ale kobiety i tak tam idą. Przybywa też Giancarlo poinformowany o posiadaniu taśmy. Nowa szefowa Demon Gangu, Sandy przyznaje, gdzie jest obiecana dla niego kokaina. Rozpoczyna się walka między grupami przestępczymi, która kończy się schwytaniem Jackiego i zabiciem Demon Gang. Lakeisha i Miki również zostają porwane, a ranna Diana ucieka. Tymczasem Romeo odkrywa właściwą taśmę u siebie w domu. Będąca w szpitalu informuje go o całej sytuacji.
Giancarlo przetrzymuje Jackiego, Miki i Lakeishę w swej rezydencji żądając taśmy. Kucharz stara się grać na czas, ale w końcu Giancarlo rozkazuje swoim ludziom pochować Jackiego i kobiety żywcem w pobliskiej kopalni. Jackiemu udaje się przeżyć i wraz z Miki i Lakeishą wsiada za stery wozidła i niszczy nim rezydencję Giancarla. Powoduje to rozrzucenie kokainy na zewnątrz na oczach przybyłej policji z Romeem. Wdzięczna policja daje Jackiemu alibi uznając zniszczenie rezydencji za kolejną walkę gangów i Giancarlo ze swymi ludźmi jest aresztowany za posiadanie kokainy.

## Obsada:
Źródło: Filmweb, Hong Kong Movie Database

- Jackie Chan – Jackie
- Gabrielle Fitzpatrick – Diana
- Richard Norton – Giancarlo „The Saint” Luchetti
- Karen McLymont – Lakeisha
- Miki Lee – Miki
- Vince Poletto – oficer policji Romeo Baggio
- Barry Otto – Baggio
- Peter Houghton – Richard
- Gary Shambrook – główny człowiek Giancarla
- Peter Lindsay – Gronk
- Richard Blakely – Sandy
- David No – Victor
- Judy Green – Tina
- Frederick Miragliotta – kpt. NEA Morrison
- Aaron Notarfrancesco – Sonny Baggio
- Jake Notarfrancesco – Nancy Baggio
- Emil Chau – lodziarz
- Sammo Hung – rowerzysta

## Odbiór
Film zarobił 45 420 457 dolarów hongkońskich w Hongkongu, 12 674 183 dolarów amerykańskich w Stanach Zjednoczonych oraz 3 560 000 dolarów singapurskich w Singapurze.
Wing Cho w 1997 roku podczas 33. edycji Golden Horse Film Festival zdobył nagrodę Golden Horse Award w kategorii Best Action Direction, rok później był nominowany do nagrody Hong Kong Film Award w kategorii Best Action Choreography podczas 17. edycji Hong Kong Film Awards.